# Röttgen (Hennef)
Röttgen ist ein Ortsteil der Stadt Hennef (Sieg) im Rhein-Sieg-Kreis in Nordrhein-Westfalen. 

## Lage
Der Weiler liegt in einer Höhe von 113 bis 138 Metern über N.N. auf den Hängen des Westerwaldes, aber noch im Naturpark Bergisches Land. Nachbarorte sind Lichtenberg im Osten, der Weiler Wiederschall im Südosten, der Weiler Liesberg im Südwesten und Kurenbach im Nordosten.

## Geschichte
1910 gab es in Röttgen die Haushalte Straßenarbeiter Christian Katterbach, Tagelöhner Anton Kaufmann, Eisenbahnarbeiter Theodor Koch, Rottenarbeiter Peter Wertenbroich und Invalide Wilhelm Wertenbroich.
Bis zum 1. August 1969 gehörte Röttgen zur Gemeinde Uckerath. Im Rahmen der kommunalen Neugliederung des Raumes Bonn wurde Uckerath, damit auch der Ort Röttgen, der damals neuen amtsfreien Gemeinde „Hennef (Sieg)“ zugeordnet.